# Antoine Daron
Pierre Daron, dit Antoine Daron, né le 6 septembre 1803 à Chalon-sur-Saône (Saône-et-Loire) et décédé le 20 juillet 1883 à Paris (6e arrondissement), est un avoué et homme politique français.

## Biographie
Né Pierre Suchet, du nom de sa mère qui est alors célibataire, il est reconnu ultérieurement par son père lorsque ce dernier épouse la mère de l'enfant en 1807. Il portera dès lors le nom de Daron et le prénom d'Antoine qui ne figure pourtant pas à l'état civil.
Avocat, il est maire de Chalon-sur-Saône en 1847, il y proclame la République en 1848. Conseiller d'arrondissement puis conseiller général de Saône-et-Loire de 1847 à 1852, et président du conseil général en 1850. Opposant à l'Empire, il est élu représentant de Saône-et-Loire en 1871, siégeant au centre gauche, à l'Union républicaine. Il est réélu en 1876 et est l'un des 363 députés qui refusent la confiance au gouvernement de Broglie, le 16 mai 1877. Il est réélu en 1877 et 1881.

## Sources
- « Antoine Daron », dans Adolphe Robert et Gaston Cougny, Dictionnaire des parlementaires français, Edgar Bourloton, 1889-1891 [détail de l’édition]